# Bernhard Ludwig (Unternehmen)

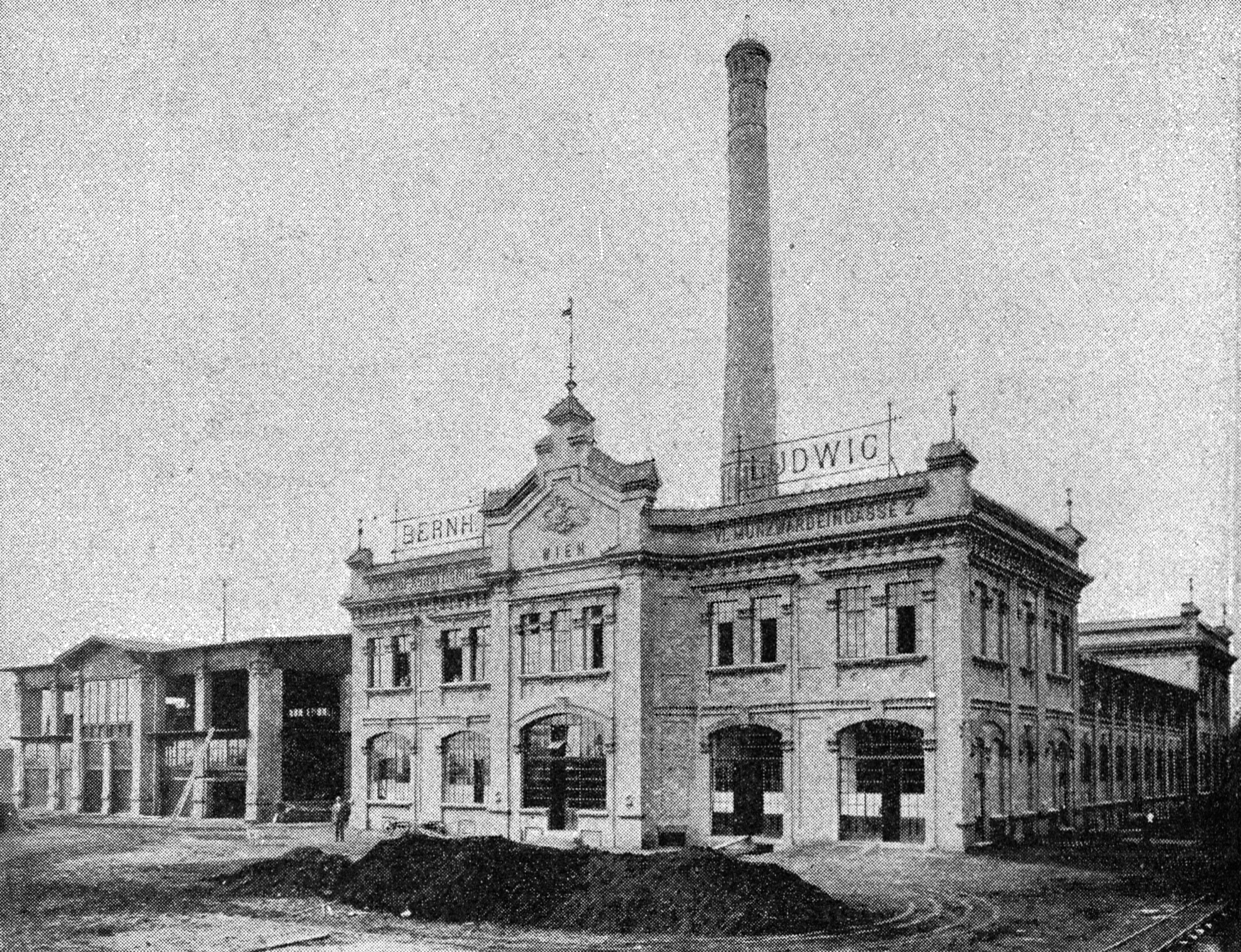
Bernhard Ludwig, k.k. Hof-Kunsttischler und Möbelfabrikant in Liesing (um 1900). Ansicht von der Südbahn aus nach Westen

Bernhard Ludwig war eine k. k. Hof-Kunsttischlerei und ein Möbelfabrikant in Wien-Liesing.

## Geschichte
Die Fabrik wurde ab 1. Jänner 1898 in der heutigen Färbermühlgasse 13 (vormals Gärtnergasse) betrieben, spätere Nebengebäude befanden sich in der Perchtoldsdorfer Straße 21 und 23–25. Ihre Gebäude waren von den Architekten Bernhard Ludwig (1866–1939) und Ferdinand Berchinak nach den Angaben von Bernhards 1897 verstorbenen Vaters Bernhard Hieronymus Ludwig erbaut worden. 1901 arbeiteten dort bereits etwa 200 Personen. Die Dampfmaschine, mit einer bis zu 150 PS zu steigernden Leistung, lieferte die Betriebskraft für die Holzbearbeitungsmaschinen der Möbel und Bautischlerei, die elektrische Beleuchtung der ganzen Anlage sowie für die Block- und Fourniersägen, die Furnierschälmaschine, die Maschinen zur Erzeugung weicher und harter Fußböden und des Sägewerkes. Ein etwa ein Kilometer langes, schmalspuriges Schleppgleis vermittelte den Verkehr innerhalb des Fabriksgebäudes und den Holzplätzen, auf denen um 1900 etwa 300 Waggons Hart- und Weichholz, teils im geschnittenen Zustand, teils als Rundholz lagerten.
Die Fabrik war außerdem mit einem normalspurigen Schleppgleis im südlichen Teil des Bahnhofes Wien Liesing direkt an das Netz der Südbahn angeschlossen.
An maschinellen Hilfsmitteln verfügte die Fabrik um 1900 über 45 Arbeits- und Hilfsmaschinen. Bemerkenswert war der große Maschinen- und Arbeitssaal mit einer Spannweite von 26 Metern, einer lichten Höhe von 10 Metern zur Montierung größerer Objekte wie Portalen und Altären.
Die Fabrik diente einerseits zur Erzeugung von Bautischlerwaren aller Art, andererseits zur Erzeugung von einfachen und weichen Möbeln, die dann in der Wiener Niederlassung des Unternehmens fertiggestellt wurden.
Die Fabriksanlage wurde durch einen Brand 1902 schwer beschädigt.

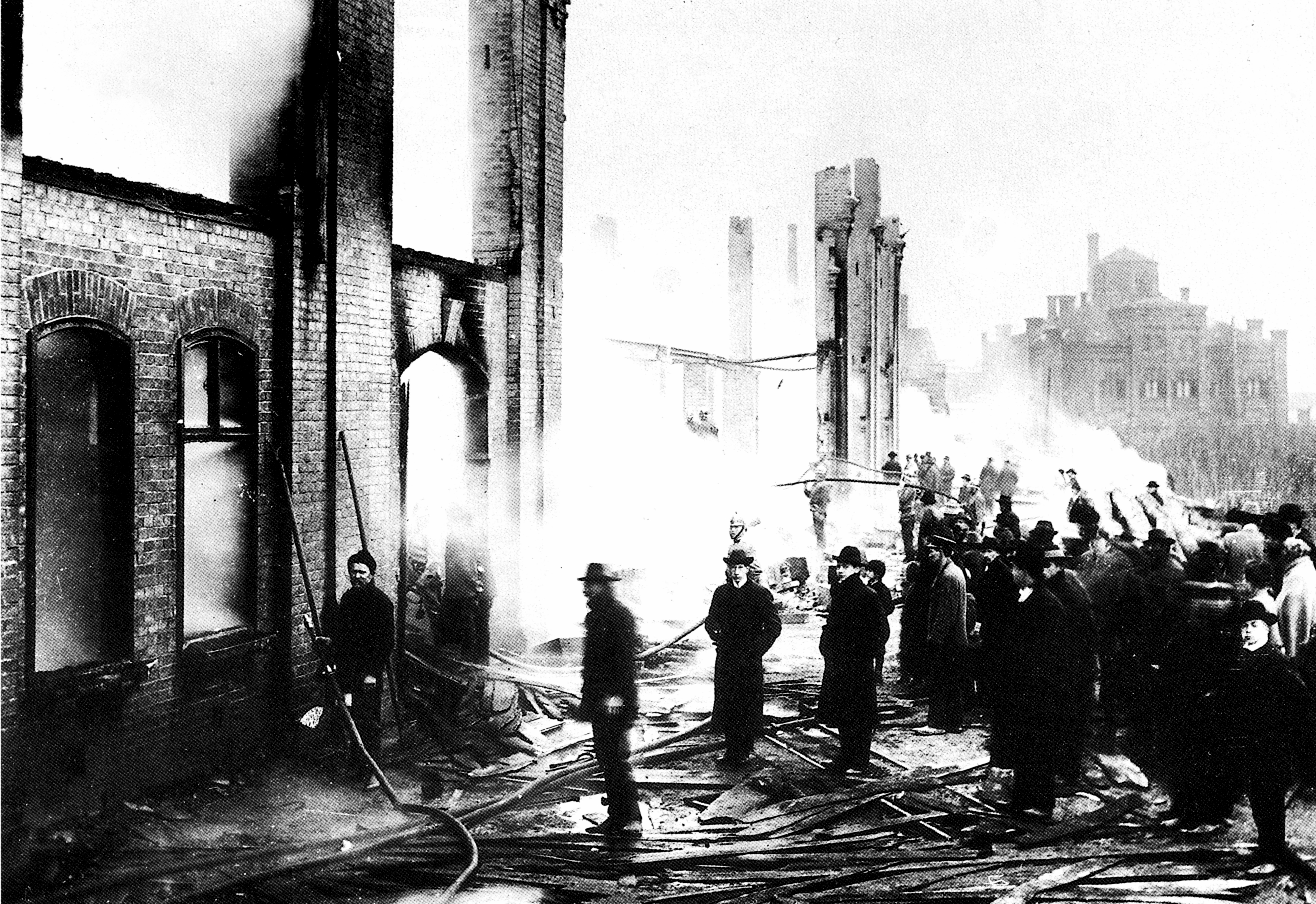
Brand der Möbelfabrik Ludwig 1902, im Hintergrund ein Gebäude der Sarg-Werke

Auf einer Nebenfläche der Fabrik entstand in der Perchtoldsdorfer Straße 25 im Jahr 1931 ein Neubau der heute noch existierenden Bäckerei Mann.